# Rinderhorn
Rinderhorn är en bergstopp i Schweiz.   Den ligger i distriktet Leuk och kantonen Valais, i den södra delen av landet, 60 km söder om huvudstaden Bern. Toppen på Rinderhorn är 3 448 meter över havet, eller 652 meter över den omgivande terrängen. Bredden vid basen är 2,6 km.
Terrängen runt Rinderhorn är huvudsakligen mycket bergig. Närmaste större samhälle är Sierre, 16,3 km sydväst om Rinderhorn. 
Trakten runt Rinderhorn består i huvudsak av gräsmarker. Runt Rinderhorn är det ganska tätbefolkat, med 90 invånare per kvadratkilometer.